# Zygmunt Jaślar
Zygmunt Jaślar (ur. 15 stycznia 1920 w Haczowie, zm. 26 kwietnia 1942 w KL Auschwitz) – autor monografii o Haczowie.

## Życiorys
Urodził się 15 stycznia 1920 w Haczowie jako syn rolnika, a potem pracownika w przemysłu naftowego, Jana Jaślara i Heleny. Do szkoły podstawowej uczęszczał w Haczowie. Rodzice przenieśli się do Jasła i tam uczęszczał do Gimnazjum Państwowego im. Króla Stanisława Leszczyńskiego i tam zdał maturę w 1938. Pod kierunkiem prof. J. Staśki opracował monografię swej rodzinnej wsi, która ukazała się drukiem w Jaśle w 1936 pt. "Haczów, niezwykła osada szwedzko-niemiecka" (niem. Hanshau, eine eigenartige schwedisch-dt. Siedlung. Jessel 1938). W roku akademickim 1938/1939 odbywał studia prawnicze na Wydziale Prawa Uniwersytetu Jagiellońskiego, które przerwał wybuch II wojny światowej. Wraz z innymi haczowiakami został aresztowany przez Gestapo w Haczowie i osadzony w niemieckim obozie koncentracyjnym Auschwitz-Birkenau 15 grudnia 1941. Otrzymał tam numer obozowy 24550. Poniósł śmierć 26 kwietnia 1942.